# Распад Соединённых провинций Центральной Америки
Распад Соединённых Провинций Центральной Америки (1837—1840) — события, приведшие к ликвидации Федеративной республики Центральной Америки.

## Конец правления Мариано Гальвеса
В феврале 1837 года произошёл ряд событий, оказавшихся в итоге фатальными для Федеративной Республики Центральной Америки. Одним из них стала эпидемия холеры, поразившая штат Гватемала. Эпидемия быстро распространялась, особенно поражая бедняков и аборигенов. Правительство Мариано Гальвеса пыталось бороться с эпидемией, посылая в поражённые ею районы всех доступных врачей, медсестёр и студентов-медиков, но эти меры не давали эффекта (в частности, из-за того, что индейцы не доверяли направляемым правительством врачам).
Ко времени появления холеры индейцы в округе Мита были разозлены правительственными мерами по навязыванию неприемлемой для них судебной системы. Церковь увидела в этом возможность нанести удар по либеральному правительству Гальвеса, и местные священники начали распространять слухи о том, что правительство отравило реки и ручьи, дабы извести аборигенов. Масла в огонь подлили и непродуманные действия федерального правительства Франсиско Морасана.
9 июня 1837 года правительство Гватемалы ввело взимание дани с индейцев, отменённой Кадисскими кортесами ещё в колониальные времена. Это послужило последней каплей, приведшей к восстанию под руководством Рафаэля Карреры. Восстание быстро приобрело характер религиозной войны, поэтому переговоры с восставшими не давали никакого результата. 31 января 1838 года «народная армия» Карреры ворвалась в столицу штата. 2 марта 1838 года Законодательная ассамблея штата открытым голосованием лишила Гальвеса власти.
После прибытия федерального президента Морасана Каррере было предложено сложить оружие, но тот отказался. Федеральные войска несколько раз били повстанцев в открытом бою, но самого Карреру поймать не удавалось, а когда федеральные войска покинули штат Гватемала — он со своими сторонниками вновь занял ключевые позиции.

## Парад суверенитетов
Штаты начали один за другим отделяться от Федеративной Республики. 30 апреля 1838 года объявила о независимости Никарагуа, 30 октября — Гондурас, а 14 ноября — Коста-Рика. 17 апреля 1839 года отделилась Гватемала.

## СозданиеЛос-Альтоса
В колониальное время западная часть Гватемалы была населена в основном индейцами, сохранявшими традиционный уклад жизни и поднимавшими антииспанские восстания. После обретения Центральной Америкой независимости местные метисы и креолы предпочитали поддерживать либералов, в то время как индейцы стояли на стороне консерваторов. Во время правления Мариано Гальвеса население противилось проводимым им реформам, однако лидеры региона были противниками лично Гальвеса, а не либеральной идеологии. С консерваторами из клана Айсинена, монополизировавшими торговлю в Гватемале, противостояние было не меньшим.
В мае 1836 года местная газета предложила, чтобы регионы Кесальтенанго, Тотоникапан, Солола и Сучитепекес были бы выделены в отдельный штат, население которого составило бы около двухсот тысяч человек. После падения правительства Гальвеса местные креолы высказались за отделение этой территории от Гватемалы. Губернатор Валенсуэла ничего не мог с этим поделать, и 5 июня 1838 года Конгресс Федеративной Республики Центральной Америки признал Шестой Штат. В декабре 1838 года Марсело Молина Мата был избран правителем штата и немедленно приступил к строительству порта на тихоокеанском побережье и к улучшению отношений с федеральным правительством в Сан-Сальвадоре. Представители местного индейского населения, в свою очередь, начали искать поддержки в Гватемале.
31 мая 1839 года штат Лос-Альтос последовал примеру прочих штатов Федерации и объявил себя свободным, независимым и суверенным, а также присоединил к себе регионы Соконуско и Уэуэтенанго. 10 августа 1839 года новый независимый штат подписал договор со штатом Сальвадор об обороне от вторжения Рафаэля Карреры, который был ратифицирован Франсиско Морасаном 8 сентября.

## Уничтожение государства Лос-Альтос
Напряжённость достигла высшей точки, когда лос-альтоские войска, подавляя индейское восстание, 1 октября 1839 года расстреляли 40 человек в Санта-Катарина-Иштауакан в департаменте Солола. Индейцы обратились в Гватемалу за защитой. Пошли слухи, что генерал Агустин Гусман готовит в Сололе армию для вторжения в Гватемалу. В ноябре гватемальские власти перехватили груз оружия, предназначенный для Лос-Альтоса, и начали готовить собственное вторжение в Лос-Альтос.
Тем временем поиски мирного решения продолжались. В декабре между Лос-Альтосом и Гватемалой был подписан договор о мире и дружбе при условии, что Лос-Альтос вернёт Гватемале оружие, которое Гусман конфисковал у Карреры, разбив его в январе 1839 года. Несмотря на то, что Лос-Альтос принял гватемальский ультиматум, Каррера издал прокламацию, поднявшую индейцев Лос-Альтоса на восстание.
22 января 1840 года Агустин Гусман объявил войну Гватемале. В течение недели войска Лос-Альтоса были разбиты, а индейское население приветствовало Карреру как «освободителя». Генерал Гусман и президент Молина были высланы в столицу Гватемалы и продемонстрированы в качестве военных трофеев. 26 февраля 1840 года гватемальское правительство объявило о восстановлении своей власти над Лос-Альтосом, а 13 августа создало должность коррехидора для этого региона, который одновременно был командующим войсками и выполнял обязанности суперинтенданта.

## Второе вторжение Морасана в Гватемалу
18 марта 1840 года Франсиско Морасан предпринял последнюю попытку спасения управляемой либералами Федеративной Республики Центральной Америки, и с 1500 солдатами вторгся в Гватемалу. Так как у Карреры было всего 400 человек, он предпочёл отступить к Асеитуне. Заняв город Гватемала, Морасан освободил Гусмана, который немедленно направился в Кесальтенанго с вестью о разгроме Карреры. Тем временем Каррера сконцентрировал силы и, используя знания местности, совершил нападение на войска Морасана, вынудив их ввязаться в бой в незнакомом городе, что нивелировало их численное преимущество. Сальвадорцы были разгромлены, а самому Морасану удалось бежать благодаря тому, что освобождённый им бывший президент Лос-Альтоса немного знал западную часть города и сумел вывести своего спасителя. Хотя самому Морасану удалось ускользнуть от преследовавшего его Карреры, прочие сальвадорцы были безжалостно убиты.

## Итоги и последствия
31 марта 1840 года Диего Вихиль, передав исполнительную власть Хуану Линдо, отправился в изгнание вместе с Морасаном. Хуан Линдо объявил о прекращении существования Федеративной Республики Центральной Америки (на тот момент состоявшей уже лишь из одного Сальвадора) и о провозглашении независимости государства Сальвадор.
В 1842 году Сальвадор, Гондурас и Никарагуа образовали Центральноамериканскую Конфедерацию, но в 1845 году она распалась. В 1849 году последовала новая попытка, но и она оказалась неудачной.
В 1885 году Гватемала попыталась объединить Центральную Америку силой, но была разбита объединёнными силами Коста-Рики, Сальвадора и Никарагуа.